# 四逆湯
四逆湯（しぎゃくとう）とは、漢方方剤の一種。出典は「傷寒論」。
四逆散と名前が似ているので、混同されやすいが全く違う漢方薬である。

## 適応症
虚弱な人や体力を消耗した人で、手足が冷えた人に用いる。

### 効能・効果
風邪、胃腸型の風邪、急性・慢性胃腸炎、肺炎、下痢、吐き気

## 組成・処方量
甘草（かんぞう）3.0、乾姜（かんきょう）2.0、附子（ぶし）0.5〜1.0
※煎じ薬のみで、粉薬や丸薬、エキス剤はない